# Judith Hellwig
Judith Hellwig (Banská Bystrica, Eslovàquia, 19 d'agost de 1906 - Viena, Àustria, 25 de gener de 1993) fou una soprano operística alemanya.

## Biografia
Va fer els seus inicis de carrera a l'òpera de Saarbrücken. L'any 1938 va interpretar el paper d'Ursula a l'estrena de Mathis der Maler de Paul Hindemith, a l'òpera de Zúric, un fet que li va aportar una fama internacional. Jueva de confessió religiosa, Hellwig va haver d'exiliar-se als Estats Units d'Amèrica en començar la Segona Guerra Mundial, treballant als EUA entre 1940 i 1943, per anar més tard a viure a Buenos Aires. De retorn a Europa després de la guerra, va ser contractada per l'Òpera de l'Estat de Viena, on va romandre fins a 1972.
Va actuar al Gran Teatre del Liceu de Barcelona en la temporada 1948-1949, en l'estrena de l'òpera Elektra de Richard Strauss al teatre barcelonès.
De les seves interpretacions destaca, entre d'altres, el de la veu del més amunt de Die Frau ohne Schatten de Richard Strauss, dirigida per Karl Böhm l'any 1955. Va ser també una gran Judith, molt expressiva malgrat els esforços de dicció hongaresa que va haver de complir per al paper, a El castell de Barbablava de Bela Bartók.

## Enregistraments
- 1950: Joseph Haydn, Orfeo ed Euridice - Orquestra i Cor de l'Òpera de l'Estat de Viena, director Hans Swarowsky, amb Hedda Heusser, Herbert Handt, Judith Hellwig, Alfred Poell, Walter Berry. VOX OPBX 193-3.
- 1955: Wolfgang Amadeus Mozart, Die Zauberflöte - Orquestra Filharmònica de Viena, dirigida per Karl Böhm, amb Hilde Gueden, Leopold Simoneau, Walter Berry, Wilma Lipp, Kurt Böhme, Emmy Loose, Paul Schoeffler, August Jaresch, Judith Hellwig, Christa Ludwig, Hilde Roessel-Majdan, Dorothea Siebert, Ruthilde Boesch, Eva Boerner, Erich Majkut, Harald Pröglhöf, Joseph Gostic, Ljubomir Pantscheff. London Records – XLL.1291 a 1293.
- 1955: Bela Bartók, El castell de Barbablava - Orquestra New Symphony de Londres, dirigida per Walter Susskind, amb Judith Hellwigh, Endre Koreh. Bartók Records – #310 & 311.
- 1964: Richard Strauss, Elektra - en directe al Festival de Salzburg, Orquestra Filharmònica de Viena, director Herbert von Karajan, amb Astrid Varnay, Martha Möll, Hildegard Hillebrecht, James King, Eberhard Wächter, Tugomir Franc, Hildegard Rütgers, Anja von Urooman, Siegfried Rudolf Frese, Judith Hellwing, Helen Watts, Margarete Sjöstedt, Cvetka Ahlin, Lisa Otto, Lucia Popp.
- 1994 (reedició en CD): Richard Strauss, Elektra - Cor de la Staatsoper de Dresden, Orquestra Staatskapelle de Dresden, director Karl Böhm, amb Jean Madeira, Inge Borkh, Marianne Schech, Fritz Uhl, Dietrich Fischer-Dieskau, Fred Teschler, Renate Frank-Reinecke, Hermi Ambros, Gerhard Unger, Siegfried Vogel, Ilona Steingruber, Cvetka Ahlin, Margarete Sjöstedt, Sieglinde Wagner, Judith Hellwig, Gerda Scheyrer. Deutsche Grammophon – SLPM 138 690, CD ADD 0289 445 3292 0 GX 2.
- Va participar l'any 1961 en l'enregistrament de l'òpera Der Rosenkavalier de Richard Strauss, dirigit per Herbert von Karajan, amb Elisabeth Schwarzkopf, Otto Edelmann, Sena Jurinac i altres.